# Густав (певач)
Стеф Карс (Левен, 5. јул 1980), познатији професионално као Густав (стилизовано као GVSTΛPH), је белгијски кантаутор, продуцент и вокални тренер. Представљаће Белгију на Песми Евровизије 2023. у Ливерпулу, у Уједињеном Краљевству са песмом Because of You.

## Биографија
Карс је рођен 5. јула 1980. у Левену, у Фламанском Брабанту. Своју музичку каријеру је започео током студија у Краљевском конзерваторијуму у Генту, где је првобитно користио сценско име Стефен. Године 2000. је објавио свој деби сингл Gonna Lose You који је достигао 22. место на Фламанској лествици синглова. Убрзо потом објављује други сингл Sweetest Thing
После објаве ових синглова, Карс се окреће кантауторству и продуцирању. Такође је постао активан пратећи вокал, те је у тој улози пратио, међу другима, Лејди Лин и Вили Самерс. У раним 2010-им, придружио се бенду Hercules and Love Affair као један од главних вокала.
Карс је наступио као пратећи вокал за Сенек на Песми Евровизије 2018. и за Hooverphonic на Песми Евровизије 2021. Поред своје каријере као певача, ради и као вокални тренер на накадемији ликовних уметности у Генту.
У новембру 2022, Карс је објављен као један од седам учесника Eurosong 2023, белгијског националног финала за Песму Евровизије. Његова песма, Because of You однела је победу и представљаће Белгију на Песми Евровизије 2023. у Ливерпулу, у Уједињеном Краљевству.

## Дискографија

### Синглови

#### Као водећи вокал
| Наслов              | Година | Највиша позиција на лествицама | Албум               |
| Наслов              | Година | ФЛ (БЕЛ)                       | Албум               |
| ------------------- | ------ | ------------------------------ | ------------------- |
| [ а ]               | 2000.  | 22.                            | синглови без албума |
| [ а ]               | 2000.  | —                              | синглови без албума |
|                     | 2011.  | —                              | синглови без албума |
|                     | 2011.  | —                              | синглови без албума |
| (са Адамом Џосефом) | 2020.  | —                              | синглови без албума |
| (са Лејди Лин)      | 2022.  | —                              | синглови без албума |
|                     | 2023.  | 3.                             | синглови без албума |
|                     | 2023.  | —                              | синглови без албума |

1. 1 2  под именом Стефен.

#### Као гостујући извођач
| Наслов              | Година | Највиша позиција на лествицама | Албум            |
| Наслов              | Година | ФЛ (БЕЛ)                       | Албум            |
| ------------------- | ------ | ------------------------------ | ---------------- |
| (Бленд са Густавом) | 2014.  | —                              | Non-album single |